# Gloria Estefan/Diskografie
Diese Diskografie ist eine Übersicht über die musikalischen Werke der kubanisch-amerikanischen Sängerin und Schauspielerin Gloria Estefan und ihrer Band Miami Sound Machine. Den Quellenangaben und Schallplattenauszeichnungen zufolge verkaufte sie bisher mehr als 47,6 Millionen Tonträger. Ihre erfolgreichste Veröffentlichung ist die Autorenbeteiligung Whenever, Wherever mit über 5,7 Millionen verkauften Einheiten.

## Alben

### Studioalben
| Jahr                                 | Titel                          | Höchstplatzierung, Gesamtwochen, AuszeichnungChartplatzierungen (Jahr, Titel, Platzierungen, Wochen, Auszeichnungen, Anmerkungen) | Höchstplatzierung, Gesamtwochen, AuszeichnungChartplatzierungen (Jahr, Titel, Platzierungen, Wochen, Auszeichnungen, Anmerkungen) | Höchstplatzierung, Gesamtwochen, AuszeichnungChartplatzierungen (Jahr, Titel, Platzierungen, Wochen, Auszeichnungen, Anmerkungen) | Höchstplatzierung, Gesamtwochen, AuszeichnungChartplatzierungen (Jahr, Titel, Platzierungen, Wochen, Auszeichnungen, Anmerkungen) | Höchstplatzierung, Gesamtwochen, AuszeichnungChartplatzierungen (Jahr, Titel, Platzierungen, Wochen, Auszeichnungen, Anmerkungen) | Anmerkungen                                                                    |
| Jahr                                 | Titel                          | DE | AT | CH | UK | US | Anmerkungen                                                                    |
| ------------------------------------ | ------------------------------ | --- | --- | --- | --- | --- | ------------------------------------------------------------------------------ |
| Miami Sound Machine                  |                                | | | | | |                                                                                |
|                                      |                                | | | | | |                                                                                |
| 1977                                 | Renacer / Live Again           | — | — | — | — | — | Erstveröffentlichung: 1977                                                     |
| 1978                                 | Miami Sound Machine            | — | — | — | — | — | Erstveröffentlichung: 1978                                                     |
| 1979                                 | Imported                       | — | — | — | — | — | Erstveröffentlichung: 1979                                                     |
| 1980                                 | MSM                            | — | — | — | — | — | Erstveröffentlichung: 1980                                                     |
| 1981                                 | Otra Vez                       | — | — | — | — | — | Erstveröffentlichung: 1981                                                     |
| 1982                                 | Rio                            | — | — | — | — | — | Erstveröffentlichung: 1982                                                     |
| 1984                                 | A Toda Maquina                 | — | — | — | — | — | Erstveröffentlichung: 1984                                                     |
| 1984                                 | Eyes of Innocence              | — | — | — | — | US— GoldUS | Erstveröffentlichung: September 1984                                           |
| 1985                                 | Primitive Love                 | DE41 (5 Wo.)DE | — | — | — | US21 ×3Dreifachplatin · (75 Wo.)US                                                                                                | Erstveröffentlichung: 11. Juli 1985                                            |
| Gloria Estefan & Miami Sound Machine |                                | | | | | |                                                                                |
|                                      |                                | | | | | |                                                                                |
| 1987                                 | Let It Loose                   | DE57 (5 Wo.)DE | — | — | — | US6 ×3Dreifachplatin · (97 Wo.)US                                                                                                 | Erstveröffentlichung: 1. Juni 1987                                             |
| 1988                                 | Anything for You               | — | — | — | UK1 ×4Vierfachplatin · (54 Wo.)UK                                                                                                 | — | Erstveröffentlichung: 9. Juni 1988 Wiederveröffentlichung von "Let It Loose"   |
| Gloria Estefan                       |                                | | | | | |                                                                                |
|                                      |                                | | | | | |                                                                                |
| 1989                                 | Cuts Both Ways                 | DE27 Gold · (44 Wo.)DE | — | CH13 Gold · (18 Wo.)CH | UK1 ×3Dreifachplatin · (64 Wo.)UK                                                                                                 | US8 ×3Dreifachplatin · (69 Wo.)US                                                                                                 | Erstveröffentlichung: 5. Juli 1989                                             |
| 1991                                 | Into the Light                 | DE19 (25 Wo.)DE | AT30 (1 Wo.)AT | CH6 (14 Wo.)CH | UK2 Platin · (36 Wo.)UK | US5 ×2Doppelplatin · (68 Wo.)US                                                                                                   | Erstveröffentlichung: 29. Januar 1991                                          |
| 1993                                 | Mi Tierra                      | DE59 (10 Wo.)DE | — | CH25 Gold · (8 Wo.)CH | UK11 (11 Wo.)UK | US27 ×6Sechsfachplatin (Latin) + Platin (Standard) · (46 Wo.)US                                                                   | Erstveröffentlichung: 22. Juni 1993 Grammy (Best Tropical Latin Performance)   |
| 1993                                 | Christmas Through Your Eyes    | — | — | — | — | US43 Platin · (8 Wo.)US | Erstveröffentlichung: 28. September 1993                                       |
| 1994                                 | Hold Me, Thrill Me, Kiss Me    | DE90 (3 Wo.)DE | — | CH40 (7 Wo.)CH | UK5 Platin · (19 Wo.)UK | US9 ×2Doppelplatin · (44 Wo.)US                                                                                                   | Erstveröffentlichung: 14. Oktober 1994                                         |
| 1995                                 | Abriendo puertas               | — | — | CH16 (8 Wo.)CH | UK70 (1 Wo.)UK | US67 ×6Sechsfachplatin (Latin) + Gold (Standard) · (16 Wo.)US                                                                     | Erstveröffentlichung: 9. Oktober 1995 Grammy (Best Tropical Latin Performance) |
| 1996                                 | Destiny                        | DE35 (14 Wo.)DE | AT24 (12 Wo.)AT | CH15 (17 Wo.)CH | UK12 Silber · (9 Wo.)UK | US23 Platin · (40 Wo.)US | Erstveröffentlichung: 4. Juni 1996                                             |
| 1998                                 | gloria!                        | DE34 (10 Wo.)DE | — | CH12 (14 Wo.)CH | UK16 (4 Wo.)UK | US23 Gold · (16 Wo.)US | Erstveröffentlichung: 30. Mai 1998                                             |
| 2000                                 | Alma Caribeña – Caribbean Soul | DE18 (18 Wo.)DE | AT50 (1 Wo.)AT | CH9 (16 Wo.)CH | UK44 (1 Wo.)UK | US50 ×4Vierfachplatin (Latin) + Gold (Standard) · (9 Wo.)US                                                                       | Erstveröffentlichung: 14. Mai 2000 Grammy (Best Tropical Latin Performance)    |
| 2003                                 | Unwrapped                      | DE26 (11 Wo.)DE | — | CH2 Platin · (30 Wo.)CH | — | US39 (5 Wo.)US | Erstveröffentlichung: 22. September 2003                                       |
| 2007                                 | 90 Millas                      | DE46 (2 Wo.)DE | — | CH4 (10 Wo.)CH | — | US25 (7 Wo.)US | Erstveröffentlichung: 17. September 2007                                       |
| 2011                                 | Miss Little Havana             | — | — | — | — | US28 (3 Wo.)US | Erstveröffentlichung: 27. September 2011                                       |
| 2013                                 | The Standards                  | — | — | — | UK66 (1 Wo.)UK | US20 (6 Wo.)US | Erstveröffentlichung: 6. September 2013                                        |
| 2020                                 | Brazil305                      | — | — | CH47 (1 Wo.)CH | — | — | Erstveröffentlichung: 13. August 2020                                          |

grau schraffiert: keine Chartdaten aus diesem Jahr verfügbar
Weitere Alben
- 1989: The Gloria Estefan & Miami Sound Machine Audio Cue Card (Promo)
- 1998: Partytime! (Non-Stop-Hitmix, 22:16 min)
- 2007: 90 Millas – One Hour Radio Documentary
- 2007: iTunes Originals: Gloria Estefan (English Version) (nur bei iTunes)

### Kompilationen
| Jahr | Titel                                  | Höchstplatzierung, Gesamtwochen, AuszeichnungChartplatzierungen (Jahr, Titel, Platzierungen, Wochen, Auszeichnungen, Anmerkungen) | Höchstplatzierung, Gesamtwochen, AuszeichnungChartplatzierungen (Jahr, Titel, Platzierungen, Wochen, Auszeichnungen, Anmerkungen) | Höchstplatzierung, Gesamtwochen, AuszeichnungChartplatzierungen (Jahr, Titel, Platzierungen, Wochen, Auszeichnungen, Anmerkungen) | Höchstplatzierung, Gesamtwochen, AuszeichnungChartplatzierungen (Jahr, Titel, Platzierungen, Wochen, Auszeichnungen, Anmerkungen) | Höchstplatzierung, Gesamtwochen, AuszeichnungChartplatzierungen (Jahr, Titel, Platzierungen, Wochen, Auszeichnungen, Anmerkungen) | Anmerkungen                              |
| Jahr | Titel                                  | DE | AT | CH | UK | US | Anmerkungen                              |
| ---- | -------------------------------------- | --- | --- | --- | --- | --- | ---------------------------------------- |
| 1992 | Greatest Hits                          | DE28 (15 Wo.)DE | AT39 (1 Wo.)AT | CH24 (8 Wo.)CH | UK2 ×3Dreifachplatin · (47 Wo.)UK                                                                                                 | US15 ×4Vierfachplatin · (77 Wo.)US                                                                                                | Erstveröffentlichung: 2. November 1992   |
| 1997 | Best of Gloria Estefan                 | — | — | CH40 (8 Wo.)CH | — | — | Erstveröffentlichung: 24. Februar 1997   |
| 2001 | Greatest Hits Vol. II                  | DE48 (5 Wo.)DE | — | CH17 (7 Wo.)CH | UK60 (1 Wo.)UK | US92 (3 Wo.)US | Erstveröffentlichung: 6. Februar 2001    |
| 2004 | Amor y suerte – The Spanish Love Songs | DE39 (3 Wo.)DE | — | CH13 (8 Wo.)CH | — | — | Erstveröffentlichung: 11. Oktober 2004   |
| 2006 | The Essential                          | — | — | CH99 (1 Wo.)CH | — | — | Erstveröffentlichung: 22. September 2006 |
| 2006 | The Very Best Of                       | — | — | CH99 (1 Wo.)CH | UK40 Gold · (5 Wo.)UK | — | Erstveröffentlichung: 20. November 2006  |

Weitere Kompilationen
| - 1982: Miami Sound Machine (mit Miami Sound Machine) - 1983: Lo mejor de Miami Sound Machine (mit Miami Sound Machine) - 1983: 7 Up presenta los hits de Miami Sound Machine (mit Miami Sound Machine) - 1984: A toda maquina (mit Miami Sound Machine) - 1985: Double Platinum (mit Miami Sound Machine) - 1987: Lo mejor de Miami Sound Machine (mit Miami Sound Machine) - 1988: The 12″ Mixes (mit Miami Sound Machine) - 1990: Éxitos de Gloria Estefan - 1991: The 12 Inch Tapes - 1993: Twelve Inch Mixes | - 1993: Anything for You & Cuts Both Ways (Doppel-CD) - 1996: Anything for You / Cuts Both Ways / Into the Light (Box mit 3 CDs) - 2000: Cuts Both Ways / Into the Light (2 CDs) - 2006: Oye mi canto: Los éxitos - 2009: Playlist: The Very Best of Gloria Estefan - 2010: Mis Favoritas: Gloria Estefan - 2010: Original Album Classics (Box mit 3 CDs) - 2011: The Estefan Catalog (mit Emilio Estefan; 2 CDs) - 2013: The Dutch Collection |

## Singles
| Jahr | Titel Album                                                          | Höchstplatzierung, Gesamtwochen, AuszeichnungChartplatzierungen (Jahr, Titel, Album, Platzierungen, Wochen, Auszeichnungen, Anmerkungen) | Höchstplatzierung, Gesamtwochen, AuszeichnungChartplatzierungen (Jahr, Titel, Album, Platzierungen, Wochen, Auszeichnungen, Anmerkungen) | Höchstplatzierung, Gesamtwochen, AuszeichnungChartplatzierungen (Jahr, Titel, Album, Platzierungen, Wochen, Auszeichnungen, Anmerkungen) | Höchstplatzierung, Gesamtwochen, AuszeichnungChartplatzierungen (Jahr, Titel, Album, Platzierungen, Wochen, Auszeichnungen, Anmerkungen) | Höchstplatzierung, Gesamtwochen, AuszeichnungChartplatzierungen (Jahr, Titel, Album, Platzierungen, Wochen, Auszeichnungen, Anmerkungen) | Anmerkungen                                                                                           |
| Jahr | Titel Album                                                          | DE | AT | CH | UK | US | Anmerkungen                                                                                           |
| ---- | -------------------------------------------------------------------- | --- | --- | --- | --- | --- | --- |
| 1984 | Dr. Beat Eyes of Innocence                                           | DE7 (15 Wo.)DE | — | CH5 (10 Wo.)CH | UK6 Silber · (14 Wo.)UK | — | Erstveröffentlichung: Juli 1984 mit Miami Sound Machine                                               |
| 1984 | Prisoner of Love Eyes of Innocence                                   | — | — | — | UK98 (1 Wo.)UK | — | Erstveröffentlichung: September 1984 mit Miami Sound Machine                                          |
| 1985 | Conga! Primitive Love                                                | — | — | CH16 (7 Wo.)CH | UK79 Silber · (3 Wo.)UK | US10 Gold · (27 Wo.)US | Erstveröffentlichung: 25. Juni 1985 · mit Miami Sound Machine; + US: ×2Doppeldiamant + Platin (Latin) |
| 1986 | Bad Boy Primitive Love                                               | DE6 (16 Wo.)DE | AT8 (12 Wo.)AT | CH9 (9 Wo.)CH | UK16 (12 Wo.)UK | US8 Gold · (19 Wo.)US | Erstveröffentlichung: Februar 1986 mit Miami Sound Machine                                            |
| 1986 | Words Get in the Way Primitive Love                                  | — | — | — | — | US5 (24 Wo.)US | Erstveröffentlichung: Mai 1986 mit Miami Sound Machine                                                |
| 1986 | Falling in Love (Uh-Oh) Primitive Love                               | — | — | — | UK89 (2 Wo.)UK | US25 (16 Wo.)US | Erstveröffentlichung: Juli 1986 mit Miami Sound Machine                                               |
| 1987 | Rhythm Is Gonna Get You Let It Loose                                 | — | — | — | UK16 (11 Wo.)UK | US5 (17 Wo.)US | Erstveröffentlichung: Mai 1987 mit Miami Sound Machine                                                |
| 1987 | 1–2–3 Let It Loose                                                   | — | — | — | UK9 (10 Wo.)UK | US3 (19 Wo.)US | Erstveröffentlichung: 1. Juli 1987 mit Miami Sound Machine                                            |
| 1987 | Betcha Say That Let It Loose                                         | — | — | — | — | US36 (11 Wo.)US | Erstveröffentlichung: August 1987 mit Miami Sound Machine                                             |
| 1987 | Can’t Stay Away from You Let It Loose                                | — | — | — | UK7 (14 Wo.)UK | US6 (23 Wo.)US | Erstveröffentlichung: 10. November 1987 mit Miami Sound Machine                                       |
| 1988 | Anything for You Let It Loose                                        | — | — | — | UK10 (18 Wo.)UK | US1 Gold · (23 Wo.)US | Erstveröffentlichung: Februar 1988 mit Miami Sound Machine                                            |
| 1989 | Don’t Wanna Lose You Cuts Both Ways                                  | DE41 (16 Wo.)DE | — | — | UK6 (10 Wo.)UK | US1 Gold · (18 Wo.)US | Erstveröffentlichung: 21. Juni 1989                                                                   |
| 1989 | Oye mi canto (Hear My Voice) Cuts Both Ways                          | DE28 (13 Wo.)DE | — | — | UK16 (8 Wo.)UK | US48 (7 Wo.)US | Erstveröffentlichung: September 1989                                                                  |
| 1989 | Get on Your Feet Cuts Both Ways                                      | DE46 (14 Wo.)DE | — | — | UK23 (7 Wo.)UK | US11 (17 Wo.)US | Erstveröffentlichung: 19. September 1989                                                              |
| 1989 | Here We Are Cuts Both Ways                                           | DE64 (7 Wo.)DE | — | — | UK23 (6 Wo.)UK | US6 (21 Wo.)US | Erstveröffentlichung: Dezember 1989                                                                   |
| 1990 | Cuts Both Ways                                                       | — | — | — | UK49 (6 Wo.)UK | US44 (14 Wo.)US | Erstveröffentlichung: 17. Mai 1990                                                                    |
| 1991 | Coming Out of the Dark Into the Light                                | DE45 (14 Wo.)DE | — | CH28 (1 Wo.)CH | UK25 (5 Wo.)UK | US1 (19 Wo.)US | Erstveröffentlichung: 10. Januar 1991                                                                 |
| 1991 | Seal Our Fate Into the Light                                         | DE54 (8 Wo.)DE | — | — | UK24 (7 Wo.)UK | US53 (7 Wo.)US | Erstveröffentlichung: März 1991                                                                       |
| 1991 | Remember Me with Love Into the Light                                 | — | — | — | UK22 (6 Wo.)UK | — | Erstveröffentlichung: 27. Mai 1991                                                                    |
| 1991 | Can’t Forget You Into the Light                                      | — | — | — | — | US43 (13 Wo.)US | Erstveröffentlichung: Mai 1991                                                                        |
| 1991 | Live for Loving You Into the Light                                   | — | — | — | UK33 (5 Wo.)UK | US22 (20 Wo.)US | Erstveröffentlichung: 9. September 1991                                                               |
| 1992 | Always Tomorrow Greatest Hits                                        | — | — | — | UK24 (4 Wo.)UK | US81 (6 Wo.)US | Erstveröffentlichung: 9. Oktober 1992                                                                 |
| 1992 | Miami Hit Mix –                                                      | DE92 (1 Wo.)DE | — | — | UK8 (9 Wo.)UK | — | Erstveröffentlichung: 30. November 1992                                                               |
| 1993 | I See Your Smile Greatest Hits                                       | — | — | — | UK48 (2 Wo.)UK | US48 (17 Wo.)US | Erstveröffentlichung: 26. Januar 1993                                                                 |
| 1993 | Go Away Greatest Hits                                                | — | — | — | UK13 (6 Wo.)UK | — | Erstveröffentlichung: 22. März 1993                                                                   |
| 1993 | Mi Tierra                                                            | DE77 (4 Wo.)DE | — | — | UK36 (3 Wo.)UK | — | Erstveröffentlichung: Juni 1993                                                                       |
| 1993 | If We Were Lovers / Con los anos que me quedin Greatest Hits Vol. II | — | — | — | UK40 (3 Wo.)UK | — | Erstveröffentlichung: 2. August 1993                                                                  |
| 1993 | Montuno Mi Tierra                                                    | — | — | — | UK55 (2 Wo.)UK | — | Erstveröffentlichung: November 1993                                                                   |
| 1994 | Turn the Beat Around Hold Me, Thrill Me, Kiss Me                     | DE51 (16 Wo.)DE | — | — | UK21 Silber · (6 Wo.)UK | US13 Gold · (25 Wo.)US | Erstveröffentlichung: 27. September 1994                                                              |
| 1994 | Hold Me, Thrill Me, Kiss Me                                          | DE97 (3 Wo.)DE | — | — | UK11 (17 Wo.)UK | — | Erstveröffentlichung: 21. November 1994                                                               |
| 1995 | Everlasting Love Hold Me, Thrill Me, Kiss Me                         | — | — | — | UK19 (5 Wo.)UK | US28 (20 Wo.)US | Erstveröffentlichung: 3. Januar 1995                                                                  |
| 1996 | Reach Destiny                                                        | DE58 (15 Wo.)DE | — | — | UK15 (12 Wo.)UK | US42 (20 Wo.)US | Erstveröffentlichung: 2. April 1996                                                                   |
| 1996 | You’ll Be Mine (Party Time) Destiny                                  | DE84 (5 Wo.)DE | — | — | UK18 (3 Wo.)UK | US70 (10 Wo.)US | Erstveröffentlichung: 5. August 1996                                                                  |
| 1996 | I’m Not Giving You Up Destiny                                        | — | — | — | UK28 (3 Wo.)UK | US40 (19 Wo.)US | Erstveröffentlichung: 19. November 1996                                                               |
| 1998 | Heaven’s What I Feel Gloria!                                         | DE85 (9 Wo.)DE | — | CH38 (11 Wo.)CH | UK17 (5 Wo.)UK | US27 (20 Wo.)US | Erstveröffentlichung: 5. Mai 1998                                                                     |
| 1998 | Oye Gloria!                                                          | — | — | — | UK33 (2 Wo.)UK | — | Erstveröffentlichung: 27. Juli 1998                                                                   |
| 1998 | Don’t Let This Moment End Gloria!                                    | — | — | — | UK28 (2 Wo.)UK | US76 (2 Wo.)US | Erstveröffentlichung: 3. November 1998                                                                |
| 1999 | Music of My Heart Greatest Hits Vol. II                              | — | — | — | UK34 (3 Wo.)UK | US2 Gold · (20 Wo.)US | Erstveröffentlichung: August 1999 mit ’N Sync                                                         |
| 2000 | No me dejes de querer Alma Caribeña – Caribbean Soul                 | — | — | CH76 (6 Wo.)CH | — | US77 (1 Wo.)US | Erstveröffentlichung: 17. April 2000                                                                  |
| 2001 | Out of Nowhere Greatest Hits Vol. II                                 | — | — | — | UK94 (1 Wo.)UK | — | Erstveröffentlichung: 12. März 2001                                                                   |
| 2003 | Wrapped Unwrapped                                                    | DE65 (9 Wo.)DE | — | CH3 Gold · (29 Wo.)CH | — | — | Erstveröffentlichung: 15. September 2003                                                              |
| 2003 | I Wish You Unwrapped                                                 | — | — | CH64 (3 Wo.)CH | — | — | Erstveröffentlichung: 22. Dezember 2003                                                               |
| 2005 | Doctor Pressure The Essential                                        | DE31 (11 Wo.)DE | AT50 (8 Wo.)AT | CH66 (12 Wo.)CH | UK3 Gold · (26 Wo.)UK | — | Erstveröffentlichung: 26. September 2005 Mylo vs. Miami Sound Machine                                 |

Weitere Singles
| - 1990: Renacer - 1990: No me vuelvo a enamorar - 1990: Grandes éxitos - 1991: Nayib’s Song (I Am Here for You) - 1992: Megamix - 1992: Christmas Through Your Eyes - 1993: ¡Sí Señor! … - 1993: Ayer - 1993: Mi buen amor - 1993: Tradición - 1994: Mi tierra de tradición - 1994: Cherchez la femme - 1995: Más allá - 1995: It’s Too Late - 1995: Dulce amor - 1994: Abriendo puertas - 1995: Tres deseos - 1996: La parranda - 1996: Higher - 1997: No pretendo | - 1997: En el jardin (mit Alejandro Fernández) - 1998: Cuba Libre - 1998: Corazón prohibido - 1998: Go Marlins - 1999: Santo, santo (mit SPC) - 2000: Tres gotas de agua bendita (mit Celia Cruz) - 2000: Como me duele perderte - 2001: Y-tu-Conga - 2002: Por amor (mit Jon Secada) - 2003: Hoy - 2003: Te amaré - 2007: Me odio - 2007: Píntame de colores - 2007: No llores - 2011: Miss Little Havana - 2011: Wepa - 2011: Hotel Nacional - 2013: How Long Has This Been Going On - 2013: El día que me quieras - 2013: Eu sei que vou te amar |

## Videoalben
| Jahr | Titel                              | Höchstplatzierung, Gesamtwochen, AuszeichnungChartplatzierungen (Jahr, Titel, Platzierungen, Wochen, Auszeichnungen, Anmerkungen) | Höchstplatzierung, Gesamtwochen, AuszeichnungChartplatzierungen (Jahr, Titel, Platzierungen, Wochen, Auszeichnungen, Anmerkungen) | Höchstplatzierung, Gesamtwochen, AuszeichnungChartplatzierungen (Jahr, Titel, Platzierungen, Wochen, Auszeichnungen, Anmerkungen) | Höchstplatzierung, Gesamtwochen, AuszeichnungChartplatzierungen (Jahr, Titel, Platzierungen, Wochen, Auszeichnungen, Anmerkungen) | Höchstplatzierung, Gesamtwochen, AuszeichnungChartplatzierungen (Jahr, Titel, Platzierungen, Wochen, Auszeichnungen, Anmerkungen) | Anmerkungen                |
| Jahr | Titel                              | DE | AT | CH | UK | US | Anmerkungen                |
| ---- | ---------------------------------- | --- | --- | --- | --- | --- | -------------------------- |
| 1989 | Homecoming Concert                 | — | — | — | UK49 (1 Wo.)UK | US— PlatinUS | Erstveröffentlichung: 1989 |
| 1995 | Everlasting Gloria!                | — | — | — | UK14 (3 Wo.)UK | US— GoldUS | Erstveröffentlichung: 1995 |
| 1996 | The Evolution Tour – Live in Miami | — | — | — | UK8 (7 Wo.)UK | — | Erstveröffentlichung: 1996 |
| 1998 | Don’t Stop!                        | — | — | — | UK48 (1 Wo.)UK | — | Erstveröffentlichung: 1998 |

Weitere Videoalben
- 1986: Video éxitos presenta Miami Sound Machine (mit Miami Sound Machine)
- 1990: Evolution (US: Platin)
- 1991: Coming Out of the Dark
- 1992: Into the Light – World Tour (US: Gold)
- 2000: Live in Atlantis
- 2000: Que siga la tradición
- 2003: Live and Unwrapped
- 2004: Live and Wrapped

## Statistik

### Chartauswertung
|                     | DE     | AT    | CH     | UK     | US     |
| ------------------- | ------ | ----- | ------ | ------ | ------ |
| Nummer-eins-Alben   | DE—DE  | AT—AT | CH—CH  | UK2UK  | US—US  |
| Top-10-Alben        | DE—DE  | AT—AT | CH4CH  | UK5UK  | US4US  |
| Alben in den Charts | DE14DE | AT4AT | CH17CH | UK12UK | US17US |

|                       | DE     | AT    | CH    | UK     | US     |
| --------------------- | ------ | ----- | ----- | ------ | ------ |
| Nummer-eins-Singles   | DE—DE  | AT—AT | CH—CH | UK—UK  | US3US  |
| Top-10-Singles        | DE2DE  | AT1AT | CH3CH | UK7UK  | US11US |
| Singles in den Charts | DE17DE | AT2AT | CH9CH | UK37UK | US29US |

|                          | DE    | AT    | CH    | UK    | US    |
| ------------------------ | ----- | ----- | ----- | ----- | ----- |
| Nummer-eins-Videoalben   | DE—DE | AT—AT | CH—CH | UK—UK | US—US |
| Top-10-Videoalben        | DE—DE | AT—AT | CH—CH | UK1UK | US—US |
| Videoalben in den Charts | DE—DE | AT—AT | CH—CH | UK4UK | US—US |

### Auszeichnungen für Musikverkäufe
| Land/RegionAuszeichnungen für Musikverkäufe (Land/Region, Auszeichnungen, Verkäufe, Quellen) | Silber     | Gold       | Platin         | Diamant     | Verkäufe    | Quellen |
| -------------------------------------------------------------------------------------------- | ---------- | ---------- | -------------- | ----------- | ----------- | --- |
| Argentinien (CAPIF)                                                                          | —          | 3× Gold3   | 5× Platin5     | —           | 380.000     | capif.org.ar (Memento vom 31. Mai 2011 im Internet Archive) AR2 (Memento vom 6. Juli 2011 im Internet Archive) |
| Australien (ARIA)                                                                            | —          | 3× Gold3   | 13× Platin13   | —           | 1.015.000   | aria.com.au |
| Belgien (BRMA)                                                                               | —          | Gold1      | 2× Platin2     | —           | 125.000     | ultratop.be |
| Brasilien (PMB)                                                                              | —          | —          | Platin1        | —           | 60.000      | pro-musicabr.org.br                                                                                            |
| Dänemark (IFPI)                                                                              | —          | —          | Platin1        | —           | 90.000      | ifpi.dk |
| Deutschland (BVMI)                                                                           | —          | 3× Gold3   | Platin1        | —           | 1.250.000   | musikindustrie.de                                                                                              |
| Europa (IFPI)                                                                                | —          | 2× Gold2   | 2× Platin2     | —           | (3.000.000) | ifpi.org (Memento vom 1. Januar 2014 im Internet Archive)                                                      |
| Finnland (IFPI)                                                                              | —          | 2× Gold2   | —              | —           | 40.951      | ifpi.fi |
| Frankreich (SNEP)                                                                            | Silber1    | 3× Gold3   | —              | Diamant1    | 1.060.000   | infodisc.fr snepmusique.com                                                                                    |
| Griechenland (IFPI)                                                                          | —          | —          | Platin1        | —           | 20.000      | Einzelnachweise                                                                                                |
| Irland (IRMA)                                                                                | —          | Gold1      | —              | —           | 7.500       | irishcharts.ie                                                                                                 |
| Italien (FIMI)                                                                               | —          | 2× Gold2   | —              | —           | 60.000      | fimi.it |
| Japan (RIAJ)                                                                                 | —          | 6× Gold6   | —              | —           | 600.000     | riaj.or.jp |
| Kanada (MC)                                                                                  | —          | 5× Gold5   | 7× Platin7     | —           | 910.000     | musiccanada.com                                                                                                |
| Kolumbien (ASINCOL)                                                                          | —          | —          | 4× Platin4     | —           | 250.000     | Einzelnachweise                                                                                                |
| Mexiko (AMPROFON)                                                                            | —          | 2× Gold2   | 6× Platin6     | —           | 1.035.000   | amprofon.com.mx                                                                                                |
| Neuseeland (RMNZ)                                                                            | —          | 5× Gold5   | 5× Platin5     | —           | 137.500     | aotearoamusiccharts.co.nz NZ2                                                                                  |
| Niederlande (NVPI)                                                                           | —          | 3× Gold3   | 6× Platin6     | —           | 705.000     | nvpi.nl |
| Norwegen (IFPI)                                                                              | —          | —          | 3× Platin3     | —           | 30.000      | ifpi.no (Memento vom 5. November 2012 im Internet Archive)                                                     |
| Österreich (IFPI)                                                                            | —          | —          | Platin1        | —           | 30.000      | ifpi.at |
| Schweden (IFPI)                                                                              | —          | Gold1      | 2× Platin2     | —           | 110.000     | sverigetopplistan.se                                                                                           |
| Schweiz (IFPI)                                                                               | —          | 3× Gold3   | 3× Platin3     | —           | 190.000     | hitparade.ch                                                                                                   |
| Spanien (Promusicae)                                                                         | —          | 5× Gold5   | 30× Platin30   | —           | 3.240.000   | elportaldemusica.es ES2 ES3                                                                                    |
| Uruguay (CUD)                                                                                | —          | —          | Platin1        | —           | 6.000       | Einzelnachweise                                                                                                |
| Vereinigte Staaten (RIAA)                                                                    | —          | 12× Gold12 | 41× Platin41   | 3× Diamant3 | 30.173.000  | riaa.com |
| Vereinigtes Königreich (BPI)                                                                 | 5× Silber5 | 2× Gold2   | 14× Platin14   | —           | 6.160.000   | bpi.co.uk |
| Insgesamt                                                                                    | 6× Silber6 | 64× Gold64 | 149× Platin149 | 4× Diamant4 |             | |